# Bugueño Pinnacle
Der Bugueño Pinnacle ist ein angeblich 4400 m hoher, schmaler Berggipfel im westantarktischen Ellsworthland. Er ragt in der Sentinel Range des Ellsworthgebirges zwischen dem Mount Rutford und dem Rada Peak auf dem Rücken des Craddock-Massivs auf.
Das Advisory Committee on Antarctic Names benannte ihn nach 2006 nach Manuel Bugueño (* 1978), einem chilenischen Teilnehmer an der Omega High Antarctic GPS Expedition im Jahr 2005, der dabei den Mount Craddock und den Rada Peak bestieg sowie gemeinsam mit seinem Landsmann Camilo Rada dabei GPS-Messungen durchführte.